# Problema de encuentros
En combinatoria, los números de encuentros (o también, números de reencuentros) forman una matriz triangular de números enteros que enumeran las permutaciones del conjunto { 1, ..., n } con números especificados de puntos fijos, o en otras palabras, con un número determinado de restricciones parciales. Para n ≥ 0 y 0 ≤ k ≤ n, el número de encuentros Dn, k es el número de permutaciones de { 1, ..., n } que tienen exactamente k puntos fijos.
Por ejemplo, si se dan al azar siete regalos a siete personas diferentes, pero se considera el caso de que solo dos van a recibir el regalo correcto, hay D7, 2 = 924 formas en que esto podría suceder. Otro ejemplo que se cita a menudo es el de una escuela de baile con 7 parejas, donde, después de la pausa del té, se les dice a los participantes que encuentren "al azar" una pareja para continuar, y una vez más, hay D7, 2 = 924 posibilidades de que 2 parejas anteriores se reencuentren por casualidad.

## Valores numéricos
A continuación figura el comienzo de esta matriz (sucesión A008290 en OEIS):
| kn | 0     | 1     | 2    | 3    | 4   | 5   | 6  | 7 | 8 |
| -- | ----- | ----- | ---- | ---- | --- | --- | -- | - | - |
| 0  | 1     |       |      |      |     |     |    |   |   |
| 1  | 0     | 1     |      |      |     |     |    |   |   |
| 2  | 1     | 0     | 1    |      |     |     |    |   |   |
| 3  | 2     | 3     | 0    | 1    |     |     |    |   |   |
| 4  | 9     | 8     | 6    | 0    | 1   |     |    |   |   |
| 5  | 44    | 45    | 20   | 10   | 0   | 1   |    |   |   |
| 6  | 265   | 264   | 135  | 40   | 15  | 0   | 1  |   |   |
| 7  | 1854  | 1855  | 924  | 315  | 70  | 21  | 0  | 1 |   |
| 8  | 14833 | 14832 | 7420 | 2464 | 630 | 112 | 28 | 0 | 1 |

| in | 0 | 1 | 2  | 3   | 4   | 5    | 6    | 7     | 8     |
| -- | - | - | -- | --- | --- | ---- | ---- | ----- | ----- |
| 0  | 1 |   |    |     |     |      |      |       |       |
| 1  | 1 | 0 |    |     |     |      |      |       |       |
| 2  | 1 | 0 | 1  |     |     |      |      |       |       |
| 3  | 1 | 0 | 3  | 2   |     |      |      |       |       |
| 4  | 1 | 0 | 6  | 8   | 9   |      |      |       |       |
| 5  | 1 | 0 | 10 | 20  | 45  | 44   |      |       |       |
| 6  | 1 | 0 | 15 | 40  | 135 | 264  | 265  |       |       |
| 7  | 1 | 0 | 21 | 70  | 315 | 924  | 1855 | 1854  |       |
| 8  | 1 | 0 | 28 | 112 | 630 | 2464 | 7420 | 14832 | 14833 |

| in | 0   | 1   | 2    | 3    | 4    | 5     | 6      | 7      | 8       |
| -- | --- | --- | ---- | ---- | ---- | ----- | ------ | ------ | ------- |
| 0  | 1⋅1 |     |      |      |      |       |        |        |         |
| 1  | 1⋅1 | 1⋅0 |      |      |      |       |        |        |         |
| 2  | 1⋅1 | 2⋅0 | 1⋅1  |      |      |       |        |        |         |
| 3  | 1⋅1 | 3⋅0 | 3⋅1  | 1⋅2  |      |       |        |        |         |
| 4  | 1⋅1 | 4⋅0 | 6⋅1  | 4⋅2  | 1⋅9  |       |        |        |         |
| 5  | 1⋅1 | 5⋅0 | 10⋅1 | 10⋅2 | 5⋅9  | 1⋅44  |        |        |         |
| 6  | 1⋅1 | 6⋅0 | 15⋅1 | 20⋅2 | 15⋅9 | 6⋅44  | 1⋅265  |        |         |
| 7  | 1⋅1 | 7⋅0 | 21⋅1 | 35⋅2 | 35⋅9 | 21⋅44 | 7⋅265  | 1⋅1854 |         |
| 8  | 1⋅1 | 8⋅0 | 28⋅1 | 56⋅2 | 70⋅9 | 56⋅44 | 28⋅265 | 8⋅1854 | 1⋅14833 |

## Fórmulas
Los números en la columna k = 0 enumeran subfactoriales. De este modo
{\displaystyle D_{0,0}=1,\!}
{\displaystyle D_{1,0}=0,\!}
{\displaystyle D_{n+2,0}=(n+1)(D_{n+1,0}+D_{n,0})\!}
para n no negativa. Resulta que
{\displaystyle D_{n,0}=\left\lceil {\frac {n!}{e}}\right\rfloor ,}
donde la relación se redondea hacia arriba para n par y se redondea hacia abajo para n impar. Para n ≥ 1, esto da el entero más cercano.
Más generalmente, para cualquier {\displaystyle k\geq 0}, se tiene que
{\displaystyle D_{n,k}={n \choose k}\cdot D_{n-k,0}.}
La demostración es fácil una vez que se sabe cómo enumerar las restricciones: elíjanse los k puntos fijos del conjunto de n puntos; y luego elíjase el ajuste de los otros n − k puntos restantes.
Los números Dn,0/(n!) son generados por series de potencias e−z/(1 − z). Análogamente,
se puede obtener una fórmula explícita para Dn, m de la siguiente manera:
{\displaystyle D_{n,m}={\frac {n!}{m!}}[z^{n-m}]{\frac {e^{-z}}{1-z}}={\frac {n!}{m!}}\sum _{k=0}^{n-m}{\frac {(-1)^{k}}{k!}}.}
Esto implica inmediatamente que
{\displaystyle D_{n,m}={n \choose m}D_{n-m,0}\;\;{\mbox{y }}\;\;{\frac {D_{n,m}}{n!}}\approx {\frac {e^{-1}}{m!}}}
para n grande y m fijo.

## Distribución de probabilidad
La suma de las entradas en cada fila de la tabla en "valores numéricos" es el número total de permutaciones de { 1, ..., n }, y por lo tanto es n!. Si se dividen todas las entradas de la  fila n por n!, se obtiene la distribución de probabilidad del número de puntos fijos de una permutación aleatoria uniformemente distribuida de { 1, ...,  n }. La probabilidad de que el número de puntos fijos sea k es
{\displaystyle {D_{n,k} \over n!}.}
Para n ≥ 1, el número esperado de puntos fijos es 1 (un hecho que se deriva de la linealidad de la expectativa).
Más generalmente, para i ≤ n, el i-ésimo momento de esta distribución de probabilidad es el i-ésimo momento de la distribución de Poisson con valor esperado 1. Para i > n, el momento i es menor que el de esa distribución de Poisson. En concreto, para i ≤ n, el iésimo momento es el iésimo número de Bell, es decir, el número de particiones de un conjunto de tamaño i.

### Distribución de probabilidad límite
A medida que crece el tamaño del conjunto permutado, se obtiene
{\displaystyle \lim _{n\to \infty }{D_{n,k} \over n!}={e^{-1} \over k!}.}
Esta es solo la probabilidad de que una variable aleatoria con distribución de Poisson con un valor esperado de 1 sea igual a k. En otras palabras, a medida que n crece, la distribución de probabilidad del número de puntos fijos de una permutación aleatoria de un conjunto de tamaño n se aproxima a la distribución de Poisson con valor esperado 1.